# Naděžda Petrovová
Naděžda Petrovová (rusky: Надежда Викторовна Петрова - Naděžda Viktorovna Petrova), někdy též Nadia nebo česky Naďa (* 8. června 1982 Moskva) je bývalá ruská profesionální tenistka, bronzová medailistka z londýnské olympijské čtyřhry. Na žebříčku WTA byla nejvýše klasifikovaná v květu 2006 na 3. místě ve dvouhře a v březnu 2005 na 3. místě ve čtyřhře.
Na okruhu WTA získala 13 turnajů ve dvouhře a 24 ve čtyřhře. Svůj první turnajový titul vyhrála v roce 2005 v Linci, o rok později k němu přidala dalších pět titulů včetně podniků Charleston Open a German Open kategorie Tier I, která představovala druhou nejvyšší skupinu po Grand Slamu.
V turnajích Grand Slamu ve dvouhře dosáhla největšího úspěchu na French Open, kde hrála v letech 2003 a 2005 semifinále. Na US Open 2010 se spolu s Liezel Huberovou probojovaly do finále ženské čtyřhry, v níž prohrály. Na druhé grandslamové finále dosáhla na French Open 2012

## Finálová utkání na Grand Slamu

### Ženská čtyřhra: 2 (0–2)
| Stav       | rok  | turnaj      | povrch | spoluhráčka       | soupeřky ve finále                | výsledek           |
| ---------- | ---- | ----------- | ------ | ----------------- | --------------------------------- | ------------------ |
| Finalistka | 2010 | US Open     | tvrdý  | Liezel Huberová   | Vania Kingová Jaroslava Švedovová | 6-2, 4–6, 6–7(4–7) |
| Finalistka | 2012 | French Open | antuka | Maria Kirilenková | Sara Erraniová Roberta Vinciová   | 6–4, 4–6, 2–6      |

## Zápasy o olympijské medaile

### Ženská čtyřhra: 1 (1 bronz)
| Medaile | č. | datum         | turnaj                     | povrch | spoluhráčka       | soupeřky ve finále              | výsledek      |
| ------- | -- | ------------- | -------------------------- | ------ | ----------------- | ------------------------------- | ------------- |
| Bronz   | 1. | 5. srpna 2012 | Londýn, Spojené království | tráva  | Maria Kirilenková | Liezel Huberová Lisa Raymondová | 4–6, 6–4, 6–1 |

## Finále Turnaje mistryň

### Ženská čtyřhra: 2 (2–0)
| Stav    | č. | rok  | místo                      | povrch    | spoluhráčka            | soupeřky ve finále               | výsledek |
| ------- | -- | ---- | -------------------------- | --------- | ---------------------- | -------------------------------- | -------- |
| Vítězka | 1. | 2004 | Los Angeles, Spojené státy | tvrdý (h) | Meghann Shaughnessyová | Cara Blacková Rennae Stubbsová   | 7–5, 6–2 |
| Vítězka | 2. | 2012 | Istanbul, Turecko          | tvrdý (h) | Maria Kirilenková      | Andrea Hlaváčková Lucie Hradecká | 6–1, 6–4 |

## Finále na okruhu WTA (51)

### Dvouhra: 24 (13–11)
| Legenda: před 2009/ po 2009                           |
| ----------------------------------------------------- |
| Turnaje Grand Slamu (0–2 Č)                           |
| Turnaj mistryň (2–0 Č)                                |
| WTA Tournament of Champions (1–0 D)                   |
| Tier I/ Premier Mandatory & Premier 5 (3–2 D; 9–11 Č) |
| Tier II / Premier (5–7 D; 11–8 Č)                     |
| Tier III, IV & V / International (4–2 D; 2–4 Č)       |

| Stav       | Č.  | Datum             | Turnaj                          | Povrch      | Soupeřka ve finále     | Výsledek             |
| Finalistka | 1.  | 26. října 2003    | Linec, Rakousko                 | tvrdý (h)   | Ai Sugijamová          | 5–7, 4–6             |
| Finalistka | 2.  | 10. ledna 2004    | Gold Coast, Austrálie           | Hard        | Ai Sugijamová          | 6–1, 1–6, 4–6        |
| Finalistka | 3.  | 8. května 2005    | Berlín, Německo                 | antuka      | Justine Heninová       | 3–6, 6–4, 3–6        |
| Finalistka | 4.  | 16. října 2005    | Bangkok, Thajsko                | tvrdý       | Nicole Vaidišová       | 1–6, 7–6(7–5), 5–7   |
| Vítězka    | 1.  | 30. října 2005    | Linec, Rakousko                 | tvrdý (h)   | Patty Schnyderová      | 4–6, 6–3, 6–1        |
| Vítězka    | 2.  | 4. března 2006    | Dauhá, Katar                    | tvrdý       | Amélie Mauresmová      | 6–3, 7–5             |
| Vítězka    | 3.  | 9. dubna 2006     | Amelia Island, Spojené státy    | antuka      | Francesca Schiavoneová | 6–4, 6–4             |
| Vítězka    | 4.  | 16. dubna 2006    | Charleston, Spojené státy       | antuka      | Patty Schnyderová      | 6–3, 4–6, 6–1        |
| Vítězka    | 5.  | 14. května 2006   | Berlín, Německo                 | antuka      | Justine Heninová       | 4–6, 6–4, 7–5        |
| Vítězka    | 6.  | 8. října 2006     | Stuttgart, Německo              | tvrdý (h)   | Taťána Golovinová      | 6–3, 7–6(7–4)        |
| Finalistka | 5.  | 15. října 2006    | Moskva, Rusko                   | koberec (h) | Anna Čakvetadzeová     | 4–6, 4–6             |
| Finalistka | 6.  | 29. října 2006    | Linec, Rakousko                 | tvrdý (h)   | Maria Šarapovová       | 5–7, 2–6             |
| Vítězka    | 7.  | 5. února 2007     | Paříž, Francie                  | koberec (h) | Lucie Šafářová         | 4–6, 6–1, 6–4        |
| Finalistka | 7.  | 8. dubna 2007     | Amelia Island, Spojené státy    | antuka      | Taťána Golovinová      | 2–6, 1–6             |
| Finalistka | 8.  | 12. srpna 2007    | Los Angeles, Spojené státy      | tvrdý       | Ana Ivanovićová        | 5–7, 4–6             |
| Finalistka | 9.  | 21. června 2008   | Eastbourne, Spojené království  | tráva       | Agnieszka Radwańská    | 4–6, 7–6(13–11), 4–6 |
| Vítězka    | 8.  | 17. srpna 2008    | Cincinnati, Spojené státy       | tvrdý       | Nathalie Dechyová      | 6–2, 6–1             |
| Finalistka | 10. | 5. října 2008     | Stuttgart, Německo              | tvrdý       | Jelena Jankovićová     | 4–6, 3–6             |
| Vítězka    | 9.  | 2. listopadu 2008 | Quebec, Kanada                  | koberec (h) | Bethanie Matteková     | 4–6, 6–4, 6–1        |
| Finalistka | 11. | 28. srpna 2010    | New Haven, Spojené státy        | tvrdý       | Caroline Wozniacká     | 3–6, 6–3, 3–6        |
| Vítězka    | 10. | 31. červenec 2011 | Washington, D.C., Spojené státy | tvrdý       | Šachar Pe'erová        | 7–5, 6–2             |
| Vítězka    | 11. | 23. června 2012   | Hertogenbosch, Nizozemí         | tráva       | Urszula Radwańská      | 6–4, 6–3             |
| Vítězka    | 12. | 29. září 2012     | Tokio, Japonsko                 | tvrdý       | Agnieszka Radwańská    | 6–0, 1–6, 6–3        |
| Vítězka    | 13. | 4. listopadu 2012 | Sofie, Bulharsko                | tvrdý (h)   | Caroline Wozniacká     | 6–2, 6–1             |

### Čtyřhra - výhry (19)
| Legenda                |
| WTA Championships (1)  |
| Kategorie Tier I (7)   |
| Kategorie Tier II (5)  |
| Kategorie Tier III (2) |
| Kategorie Premier (4)  |

| Č.  | Datum             | Turnaj                       | Povrch  | Partnerka              | Soupeřky ve finále                          | Výsledek            |
| 1.  | 23. červen 2001   | 's-Hertogenbosch, Nizozemsko | tráva   | Ruxandra Dragomirová   | Miriam Oremansová Kim Clijstersová          | 7-6(5), 6-7(5), 6-4 |
| 2.  | 28. říjen 2001    | Linz, Rakousko               | tvrdý   | Jelena Dokićová        | Chanda Rubinová Els Callensová              | 6-1, 6-4            |
| 3.  | 27. říjen 2002    | Linz, Rakousko               | koberec | Jelena Dokićová        | Ai Sugijamaová Rika Fujiwarová              | 6-3, 6-2            |
| 4.  | 5. říjen 2003     | Moskva, Rusko                | koberec | Meghann Shaughnessyová | Věra Zvonarevová Anastasija Myskinová       | 6-3, 6-4            |
| 5.  | 4. duben 2004     | Key Biscayne, USA            | tvrdý   | Meghann Shaughnessyová | Jelena Lichovcevová Světlana Kuzněcovová    | 6-2, 6-3            |
| 6.  | 11. duben 2004    | Amelia Island, USA           | antuka  | Meghann Shaughnessyová | Alicia Moliková Myriam Casanová             | 3-6, 6-2, 7-5       |
| 7.  | 9. květen 2004    | Berlín, Německo              | antuka  | Meghann Shaughnessyová | Conchita Martínezová Janette Husárová       | 6-2, 2-6, 6-1       |
| 8.  | 16. květen 2004   | Řím, Itálie                  | antuka  | Meghann Shaughnessyová | Paola Suárezová Virginia R. Pascualová      | 2-6, 6-3, 6-3       |
| 9.  | 25. červenec 2004 | Los Angeles, USA             | tvrdý   | Meghann Shaughnessyová | Virginia R. Pascualová Conchita Martínezová | 6-7(2), 6-4, 6-3    |
| 10. | 28. srpen 2004    | New Haven, USA               | tvrdý   | Meghann Shaughnessyová | Lisa Raymondová Martina Navrátilová         | 6-1, 1-6, 7-6(4)    |
| 11. | 15. listopad 2004 | WTA Tour Championships, USA  | tvrdý   | Meghann Shaughnessyová | Rennae Stubbsová Cara Blacková              | 7-5, 6-2            |
| 12. | 20. srpen 2006    | Montreal, Kanada             | tvrdý   | Martina Navrátilová    | Anna-Lena Grönefeldová Cara Blacková        | 6-1 6-2             |
| 13. | 18. srpen 2008    | Cincinnati, USA              | tvrdý   | Maria Kirilenková      | Sie Šu-wej Jaroslava Švedovová              | 6-3, 4-6, 10-8      |
| 14. | 21. září 2008     | Tokio, Japonsko              | tvrdý   | Vania Kingová          | Lisa Raymondová Samantha Stosurová          | 6-1, 6-4            |
| 15. | 12. říjen 2008    | Moskva, Rusko                | tvrdý   | Katarina Srebotniková  | Cara Blacková Liezel Huberová               | 6-4, 6-4            |
| 16. | 19. duben 2008    | Charleston, USA              | antuka  | B. Matteková-Sandsová  | Patty Schnyderová Līga Dekmeijereová        | 6-7(5), 6-2, 11-9   |
| 17. | 3. květen 2009    | Stuttgart, Německo           | antuka  | B. Matteková-Sandsová  | Gisela Dulková Flavia Pennettaová           | 5-7, 6-3, 10-7      |
| 18. | 24. říjen 2009    | Moskva, Rusko                | tvrdý   | Maria Kirilenková      | Marija Kondratěvová Klára Zakopalová        | 6-2, 6-2            |
| 19. | 18. duben 2010    | Charleston, USA              | antuka  | Liezel Huberová        | Vania Kingová Michaëlla Krajiceková         | 6-3, 6-4            |

### Čtyřhra - prohry (13)
| Legenda                         |
| Kategorie Tier I (4)            |
| Kategorie Tier II (3)           |
| Kategorie Tier III (3)          |
| Kategorie Premier Mandatory (2) |
| Kategorie Premier (1)           |

| Č.  | Datum           | Turnaj                         | Povrch  | Partnerka              | Vítězky                                       | Výsledek             |
| 1.  | 6. květen 2001  | Bol, Chorvatsko                | antuka  | Tina Pisniková         | Anabel M. Garriguesová María J. M. Sánchezová | 7-5, 6-4             |
| 2.  | 25. srpen 2001  | New Haven, USA                 | tvrdý   | Jelena Dokićová        | Jelena Lichovcevová Cara Blacková             | 6-0, 3-6, 6-2        |
| 3.  | 6. říjen 2002   | Moskva, Rusko                  | koberec | Jelena Dokićová        | Janette Husárová Jelena Dementěvová           | 2-6, 6-3, 7-6(7)     |
| 4.  | 20. říjen 2002  | Curych, Švýcarsko              | koberec | Jelena Dokićová        | Justine Heninová Jelena Bovinová              | 6-2, 7-6(2)          |
| 5.  | 18. květen 2003 | Řím, Itálie                    | antuka  | Jelena Dokićová        | Martina Navrátilová Světlana Kuzněcovová      | 6-4, 5-7, 6-2        |
| 6.  | 21. červen 2003 | 's-Hertogenbosch, Nizozemsko   | tráva   | Mary Pierceová         | Lina Krasnorucká Jelena Dementěvová           | 2-6, 6-3, 6-4        |
| 7.  | 28. září 2003   | Lipsko, Německo                | koberec | Jelena Lichovcevová    | Martina Navrátilová Světlana Kuzněcovová      | 3-6, 6-1, 6-3        |
| 8.  | 19. březen 2005 | Indian Wells, USA              | tvrdý   | Meghann Shaughnessyová | Paola Suárezová Virginia R. Pascualová        | 7-6(3), 6-1          |
| 9.  | 25. únor 2006   | Dubaj, Spojené arabské emiráty | tvrdý   | Světlana Kuzněcovová   | Francesca Schiavoneová Květa Peschkeová       | 3-6, 7-6(1), 6-3     |
| 10. | 14. září 2008   | Bali, Indonésie                | tvrdý   | Marta Domachowska      | Sie Šu-wej Pcheng Šuaj                        | 6-7(4), 7-6(3), 10-7 |
| 11. | 15. leden 2010  | Sydney, Austrálie              | tvrdý   | Tathiana Garbinová     | Cara Blacková Liezel Huberová                 | 6-1, 3-6, 10-3       |
| 12. | 20. březen 2010 | Indian Wells, USA              | tvrdý   | Samantha Stosurová     | Květa Peschkeová Katarina Srebotniková        | 6-4, 2-6, 10-5       |
| 13. | 4. duben 2010   | Miami, USA                     | tvrdý   | Samantha Stosurová     | Gisela Dulková Flavia Pennettaová             | 6-3, 4-6, 10-7       |

## Fed Cup
Naděžda Petrovová se zúčastnila 11 zápasů ve Fed Cupu za tým Ruska s bilancí 4-3 ve dvouhře a 6-1 ve čtyřhře.

## Postavení na žebříčku WTA na konci sezóny

### Dvouhra
| Rok    | 1997 | 1998   | 1999  | 2000  | 2001  | 2002   | 2003  | 2004  | 2005 | 2006 | 2007  | 2008  | 2009  |
| Pořadí | 589. | ▲ 142. | ▲ 95. | ▲ 62. | ▲ 39. | ▼ 111. | ▲ 12. | ▬ 12. | ▲ 9. | ▲ 6. | ▼ 14. | ▲ 11. | ▼ 20. |

### Čtyřhra
| Rok    | 2001 | 2002  | 2003  | 2004 | 2005  | 2006  | 2007  | 2008  | 2009  |
| Pořadí | 41.  | ▲ 21. | ▲ 13. | ▲ 7. | ▼ 33. | ▲ 23. | ▼ 57. | ▲ 20. | ▲ 16. |